# Reni
Pour les articles homonymes, voir Reni (homonymie).
Reni (en ukrainien : Рені ; en russe : Рени ; en roumain: Reni) est une ville de l'oblast d'Odessa, en Ukraine, et le centre administratif du raïon de Reni. Sa population s'élevait à 18 708 habitants en 2018.

## Géographie

### Situation
Reni se trouve au nord-est d'une boucle du Danube, dont cette partie du cours marque la frontière entre la Roumanie et l'Ukraine, et à quelques kilomètres au sud-est du confluent de ce fleuve avec la rivière Prout dont le cours marque la frontière entre la Roumanie et la Moldavie.
Réni est dans la région historique du Boudjak.

### Transports
La localité est située, par la route européenne 87, à 220 km au sud-ouest d'Odessa et à huit kilomètres au sud-est de la ville et du port franc moldaves de Giurgiulești. Elle possède son propre port de marchandises et trois gares ferroviaires gare de Reni, gare de Reni-Nalivna et gare de Reni-Port.
Un transit de quelques kilomètres sur le territoire moldave par Giurgiulești permet de rejoindre, à douze kilomètres plus au sud-ouest, (toujours par la route européenne 87, mais sur une section commune avec la route européenne 584), la grande ville roumaine de Galați (située donc à vingt kilomètres à l'ouest de Réni), où un bac peut permettre le franchissement du Danube vers le sud. La largeur du Danube et le manque d'infrastructures pour franchir celui-ci sont un obstacle aux relations terrestres directes entre Reni et la rive opposée roumaine.

## Histoire

### Origines
Fondée en 1548 par le voïvode moldave Iliaş II, Reni fut avec Galaţi l'un des deux ports de la principauté de Moldavie. Son nom signifie « sablonnières » en ancien roumain.

### XIXesiècle
En 1812, Reni fut annexée par l'Empire russe, qui l'inclut dans son nouveau gouvernement de Bessarabie. En 1856, l'Empire russe, qui venait de perdre la guerre de Crimée, dut rendre Reni à la Moldavie, par le traité de Paris. Trois ans plus tard, la Moldavie s'unit à la Valachie pour former la Roumanie : Reni devint donc un port roumain. Mais la Roumanie le céda à nouveau à l'Empire russe en 1878, après que les deux pays eurent combattu et vaincu ensemble l'Empire ottoman.

### XXesiècle

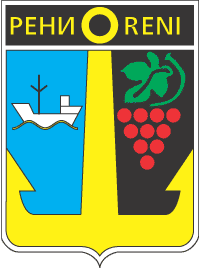
Armoiries de Reni, alors bilingues russe/moldave, en 1991 (période soviétique)

En 1917, la république démocratique moldave proclama son indépendance dans les limites de la Bessarabie, incluant donc Reni, et l'année suivante, elle s'unit à la Roumanie. Reni fit donc partie de ce pays de 1918 à 1940.
À la suite du pacte germano-soviétique, elle fut rattachée à l'Union soviétique, et au sein de celle-ci, à la République socialiste soviétique d'Ukraine. Les Roumains y revinrent de 1941 à 1944, cette fois aux côtés de l'Allemagne nazie, mais après avoir rejoint les Alliés, ils cédèrent définitivement Reni à l'Union soviétique. Ces bouleversements modifièrent profondément la population de la ville, très cosmopolite avant la guerre, et dont les Juifs et la moitié des Roumains disparurent, déportés,. De nombreux Russes et Ukrainiens s'y installèrent après la guerre.

### XXIesiècle
Reni compte aujourd'hui 50 pour cent de roumanophones, l'autre moitié se partageant entre Ukrainiens, Bulgares, Russes et Gagaouzes.
C'est l'un des trois ports importants de l'Ukraine sur le Danube (avec Izmaïl et Kilia), et un centre industriel.

#### Guerre russo-ukrainienne
À la suite de l'invasion russe de l'Ukraine, le 24 juillet 2023, le port céréalier de Reni est touché par des drones russes : un hangar à grains est détruit sans faire de victimes. Pour la Russie, il s'agit d'une part d'empêcher l'Ukraine d'exporter son blé par le Danube et la Roumanie, et d'autre part de montrer à l'OTAN qu'elle a les moyens d'atteindre des objectifs précis sur la frontière orientale de l'Union européenne.

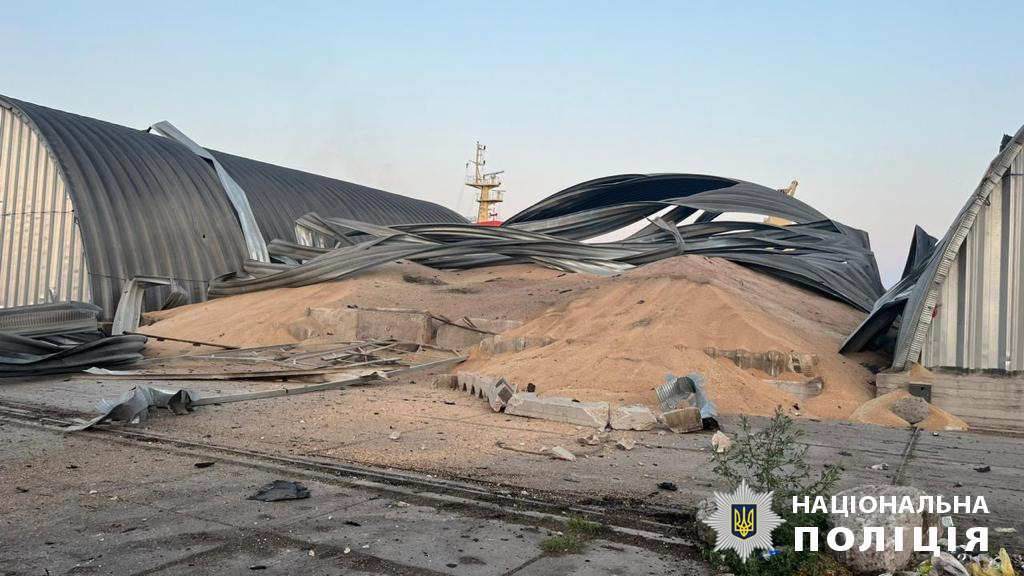
Hangar à céréales détruit à Reni après l'attaque du 24 juillet 2023.

## Population

### Démographie
Recensements (*) ou estimations de la population :
| 1897* | 1939*  | 1959*  | 1970*  | 1979*  |
| ----- | ------ | ------ | ------ | ------ |
| 6 941 | 11 200 | 14 778 | 19 625 | 21 532 |

| 1989*  | 2001*  | 2011   | 2012   | 2013   |
| ------ | ------ | ------ | ------ | ------ |
| 23 794 | 20 481 | 19 488 | 19 553 | 19 480 |

| 2014   | 2015   | 2016   | 2017   | 2018   |
| ------ | ------ | ------ | ------ | ------ |
| 19 315 | 19 109 | 18 965 | 18 851 | 18 708 |

### Nationalités
La population de Reni est constituée par des Moldaves (49,6 %), des Ukrainiens (17,5 %), des Russes (15,4 %), des Bulgares (8,4 %) et des Gagaouzes (7,9 %).

## Culture à Reni

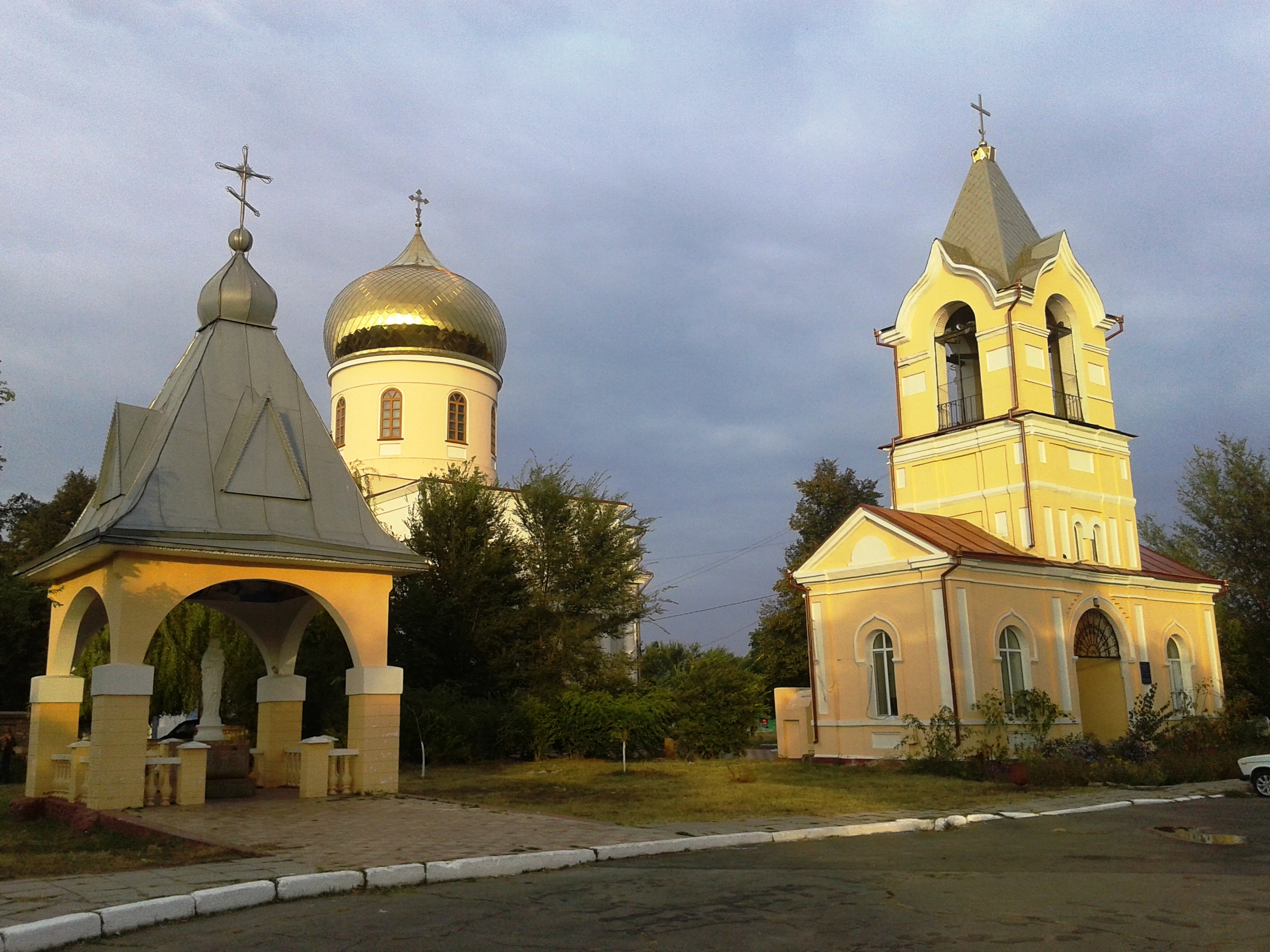
Cathédrale de l'Ascension, classée[9],
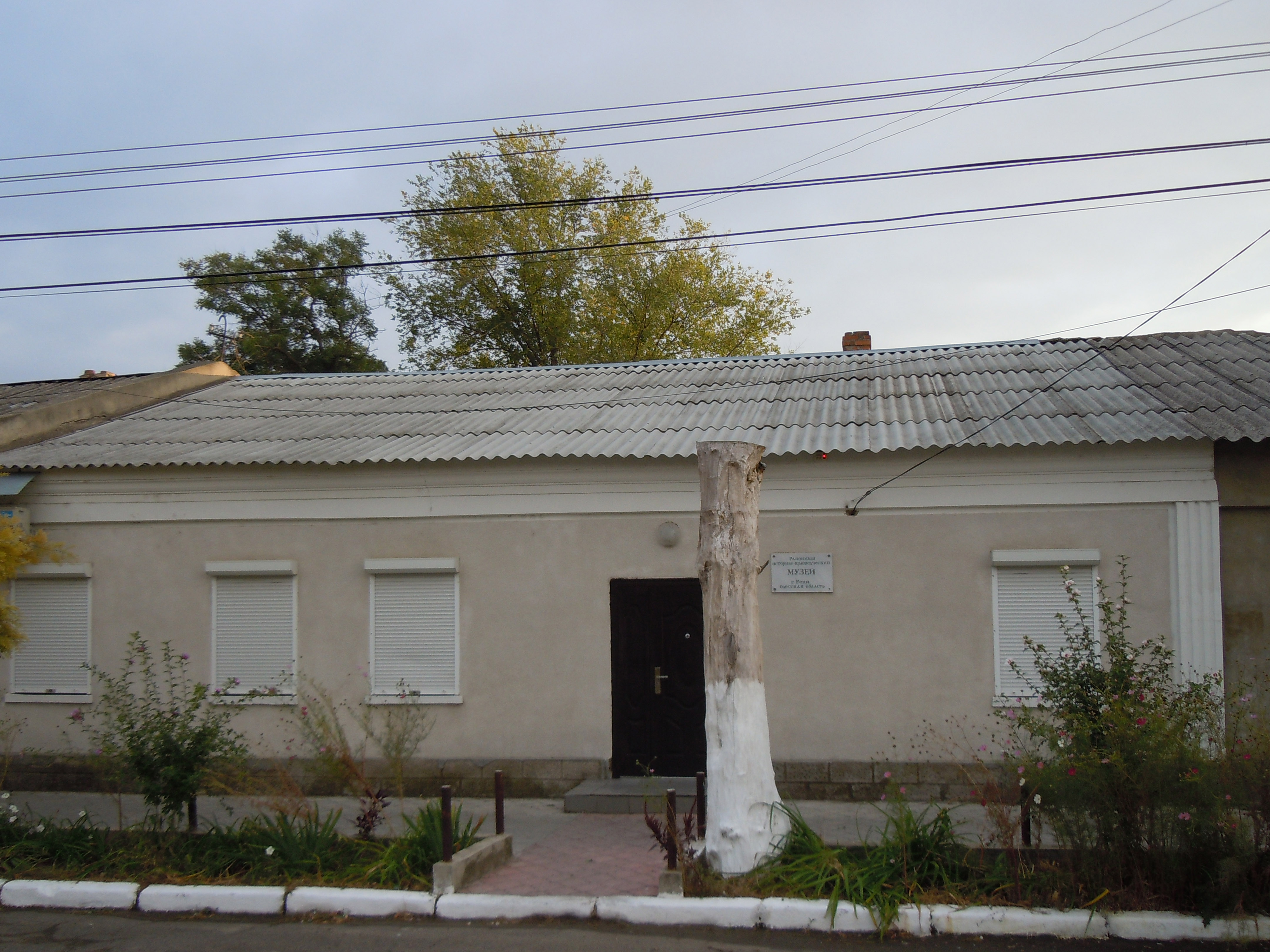
musée d'histoire,
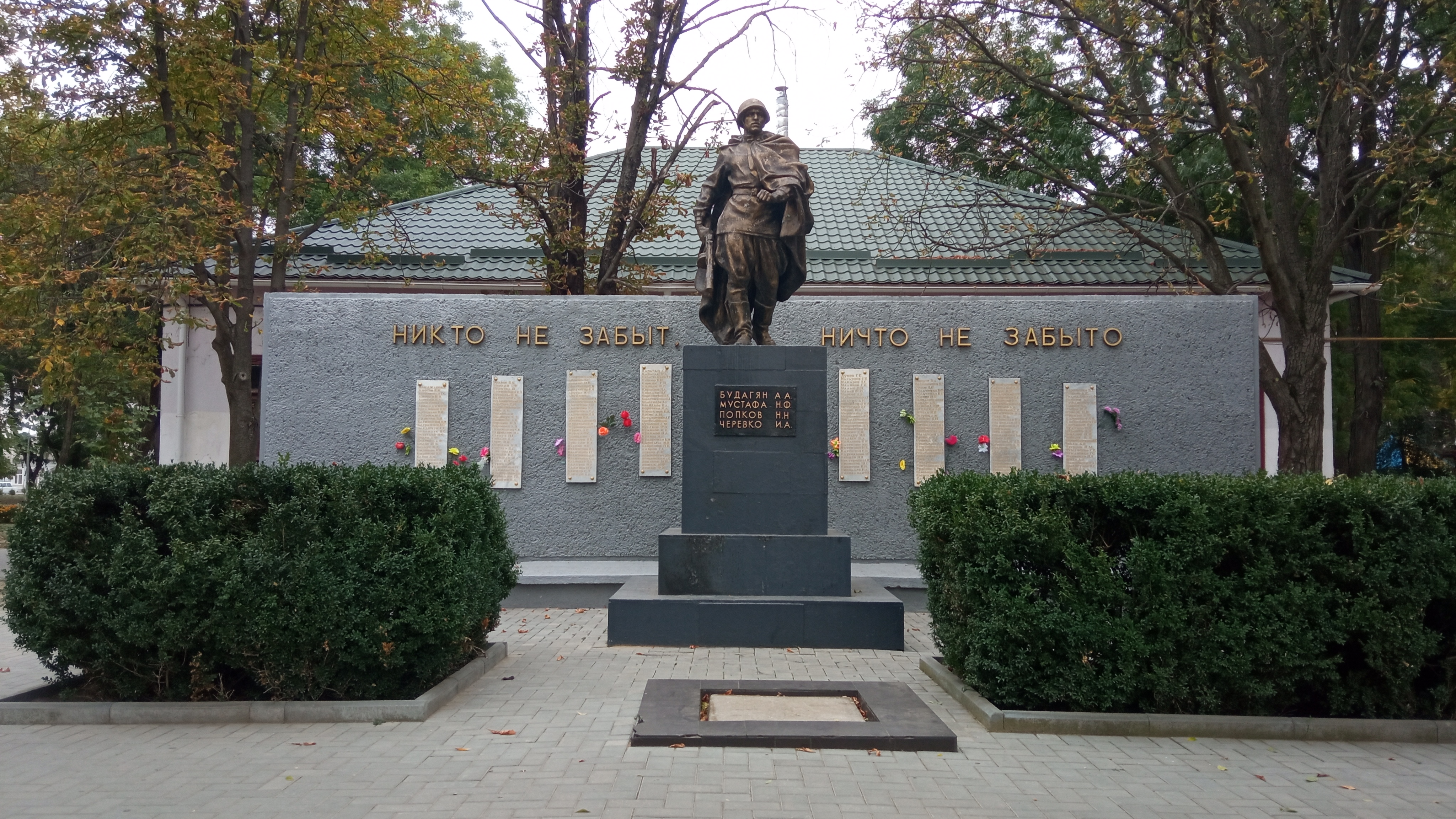
mémorial au parachutistes, classée[10].

## Personnalités
- Alexandre Nikolaïevitch Deutsch (1899–1986), astronome soviétique y est né.